# Kleinblütiges Weidenröschen
Das Kleinblütige Weidenröschen (Epilobium parviflorum) ist eine Pflanzenart aus der Gattung der Weidenröschen (Epilobium) innerhalb der Familie der Nachtkerzengewächse (Onagraceae). Es ist vor allem wegen seiner angeblichen Wirkung bei Prostataleiden bekannt. Der Namensbestandteil im deutschsprachigen Trivialnamen  „Kleinblütig“ bedeutet nicht, dass diese Art besonders kleine Blüten hat; das gilt nur im Vergleich mit verwandten Arten wie dem Zottigen Weidenröschen (Epilobium hirsutum).

## Beschreibung

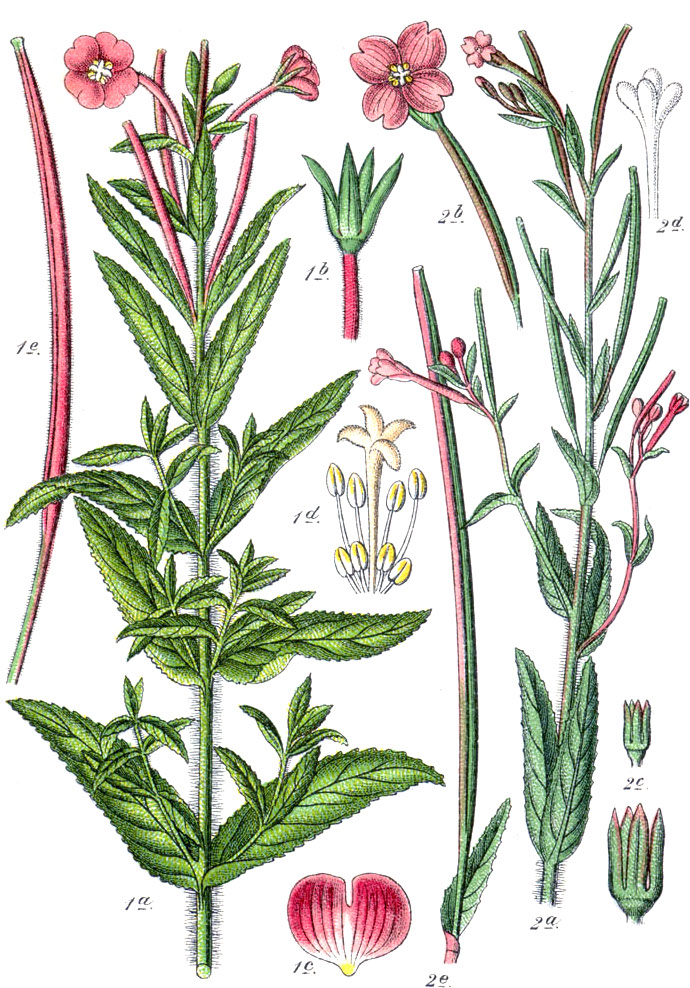
Zottiges Weidenröschen (Epilobium hirsutum) (links) und Kleinblütiges Weidenröschen (Epilobium parviflorum) (rechts), Illustration von Jacob Sturm

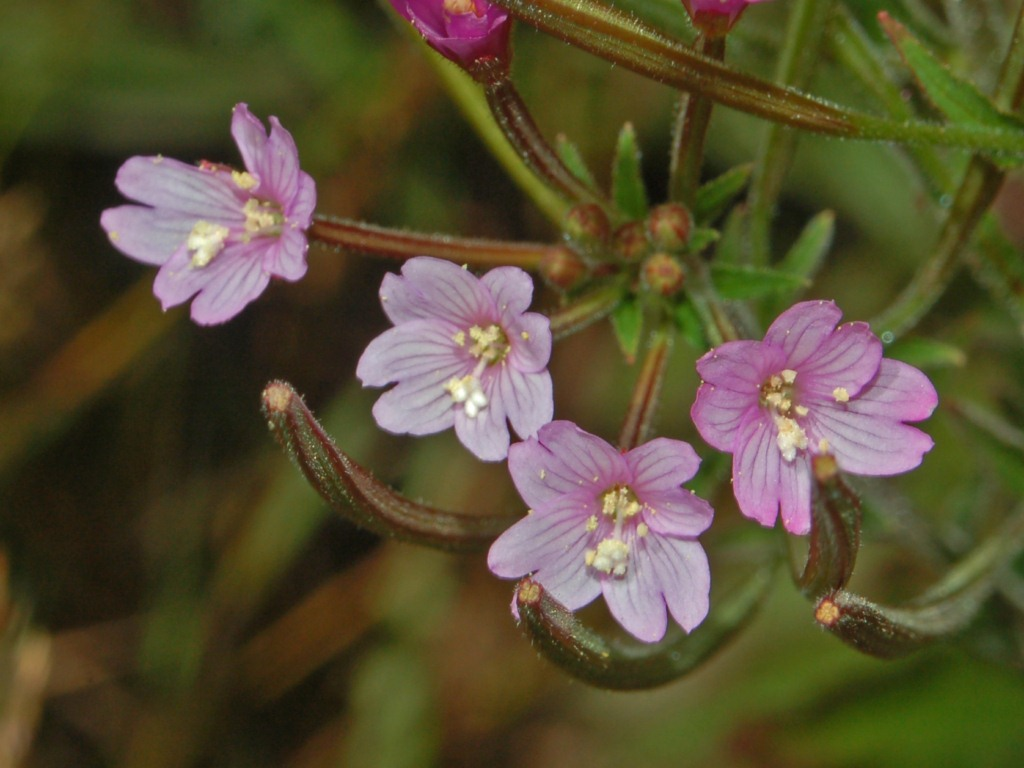
Blüten

### Vegetative Merkmale
Das Kleinblütige Weidenröschen ist eine ausdauernde krautige Pflanze, die Wuchshöhen von 18 bis 100, selten bis zu 160 Zentimetern erreicht. Die Sprossachse verzweigt sich im oberen Teil, der untere Teil ist zottig und grau gefärbt. Im oberen Teil der Sprossachse mischen sich kurze, drüsige Haare zwischen die Zotten. Der Stängel ist aufrecht oder aufsteigend und rund.
Die meist gegenständig angeordneten Laubblätter sind meist nicht gestielt. Seltener sind die Laubblätter an der Pflanzenbasis kurz gestielt, der Blattstiel ist aber nie länger als 3 Millimeter.  Die Blattspreite ist schwach gezähnt, mit 15 bis 60 Zähnen pro Seite, und abstehend behaart. Die einfache Blattspreite ist bei einer Länge von 3 und 12 Zentimetern sowie einer Breite von 0,5 bis 2,5 Zentimetern schmal-elliptisch bis schmal-lanzettlich mit gerundeter Spreitenbasis und „angeschärftem“ oberen Ende.

### Generative Merkmale
Die Blütezeit liegt zwischen Juni und September. Der Blütenstand und die Blüten stehen aufrecht. Der Blütenstiel ist 0,5 bis 1,8 Zentimetern lang. Die zwittrige Blüte ist radiärsymmetrisch und vierzählig mit doppelter Blütenhülle. Die Kelchblätter sind 2,5 bis 6 Millimeter lang und gekielt. Die Kronblätter sind bei einer Länge von 4 bis 8,5 Millimetern herzförmig. Die Blütenfarbe variiert von hellrosa- bis dunkelpurpurfarben. Es sind zwei Kreise mit je vier Staubblättern vorhanden. Der unterständige Fruchtknoten ist sehr lang und schmal. Die Narbe ist vierteilig.
Die 3 bis 7 Zentimeter lange Kapselfrucht ist flaumig behaart oder sehr selten kahl. Nach der Reife springen die Früchte an vier Seiten sehr leicht auf und geben die Samen frei. Die Früchte sind reif zwischen Juli und Oktober. Die braunen bis schwarzen Samen haben einen Durchmesser von 0,8 bis 1,1 Millimetern und tragen auffällige Samenhaare.
Die Chromosomenzahl beträgt 2n = 36.

## Vorkommen
Das Verbreitungsgebiet reicht von den Kanarischen Inseln, Azoren, Madeira, Marokko, Algerien, Tunesien über weite Gebiete Europas, über Vorderasien, die gemäßigte Gebiete Asiens bis nach China, Japan und Korea. In Europa kommt es in allen Ländern vor außer in Island.
Das Kleinblütige Weidenröschen wächst bevorzugt an feuchten Standorten in der Nähe von Flüssen oder in Sümpfen. Aber auch in feuchten Bergwiesen und Hängen kommt es oft vor. In Mitteleuropa ist es eine Charakterart des Convolvulo-Epilobietum hirsuti aus dem Verband Convolvulion, kommt aber auch in Gesellschaften der Klassen Artemisietea oder Bidentetea vor. Es steigt selten tiefer als 300 Meter herab oder höher als 2500 Meter hinauf. Dörr und Lippert berichten aus dem Allgäu, es steige in den Alpen nur in Tallagen bis 1200 Meter aufwärts. In Graubünden steigt es im Schanfigg bis 1680 Meter, im Kanton Glarus bis 1700 Meter auf. Das Kleinblütige Weidenröschen gedeiht aber in Norddeutschland oft in Meereshöhe und kommt selbst in Baden-Württemberg am tiefsten Punkt in der Oberrheinebene bei 95 Metern vor.
Die ökologischen Zeigerwerte nach Landolt et al. 2010 sind in der Schweiz: Feuchtezahl F = 4w+ (sehr feucht aber stark wechselnd), Lichtzahl L = 3 (halbschattig), Reaktionszahl R = 4 (neutral bis basisch), Temperaturzahl T = 3+ (unter-montan und ober-kollin), Nährstoffzahl N = 4 (nährstoffreich), Kontinentalitätszahl K = 3 (subozeanisch bis subkontinental).

## Inhaltsstoffe
Das Kleinblütige Weidenröschen ist reich an Flavonoiden; die meisten davon sind Glykoside und ihr Gehalt in der Pflanze variiert um 1,5 %. Nicht an Zucker gebundene Aglykone sind Myricetin, Quercetin und Kämpferol. Die Pflanze enthält zwischen 4 und 14 % Gerbstoffe, vor allem Tannine, die sich von der Ellagsäure ableiten lassen (makrocyclische Ellagitannine), aber daneben auch einfachere Gallotannine.
Das Kleinblütige Weidenröschen enthält etwa 0,55 % β-Sitosterol, einem Phytosterol. Darüber hinaus finden sich noch Caprylsäure, Caprinsäure, Palmitinsäure und Stearinsäure.

## Verwendung als Heilkraut
In der Volksheilkunde schreibt man dem Kleinblütigen Weidenröschen einen günstigen Effekt bei Prostataleiden zu. Seltener wird auch berichtet, dass es bei Blasen- und Nierenerkrankungen helfe. Wissenschaftliche Versuche haben gezeigt, dass ein Extrakt aus der Pflanze antibakteriell wirkt und das Wachstum von Escherichia coli hemmt.

## Taxonomie
Die Erstveröffentlichung von Epilobium parviflorum erfolgte 1771 durch Johann Christian Daniel von Schreber in Spicilegium florae Lipsicae, S. 146 und in „Addenda fol. K 6“. Ein Synonym  Epilobium parviflorum Schreb. ist Epilobium umbrosum Dumort.